# Žižanj
Koordinati:   43°52′56″N, 15°25′26″E
Žižanj je nenaseljen otoček v Zadarskem arhipelagu. Otoček leži ooli 0,5 km južno od skrajnega zahodnega dela otoka Pašman in okoli 0,5 km severno od otočka Gangarol. Njegova površina meri 0,928 km², dolžina obalnega pasu je 4,51 km. Najvišji vrh je visok 48 mnm.